# Cultura de Cucuteni

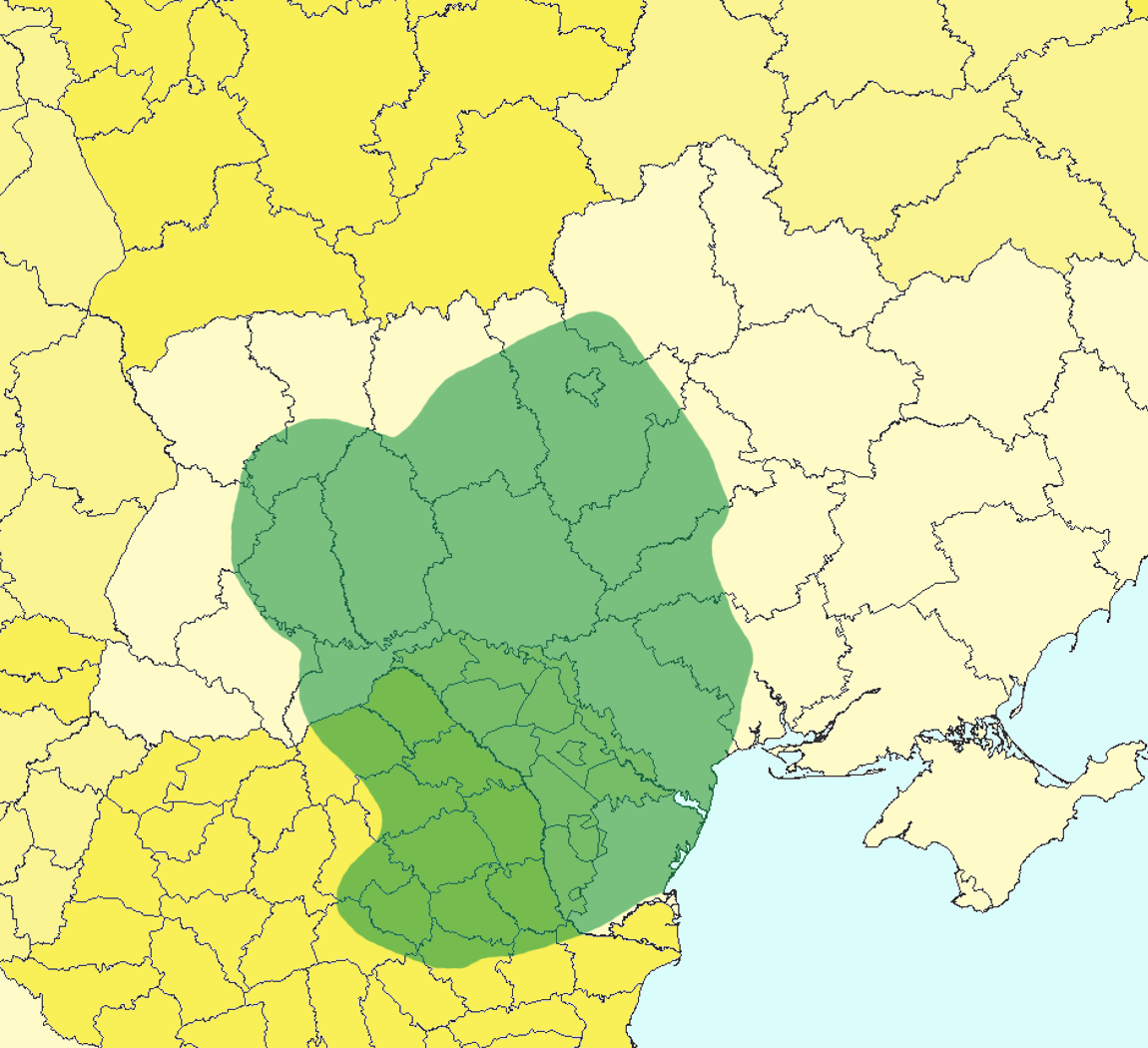
Extensió màxima aproximada de la cultura Cucuteni

La cultura de Cucuteni representa la fase culminant del Neolític final i el Calcolític de l'Europa sud-oriental. Va florir entre el 4500 aC i el 3000 aC. És una cultura arqueològica que es va desenvolupar en l'àrea de les actuals Romania, Moldàvia i Ucraïna, i s'estén fins a les valls del Buh i el Dnièster a la regió del Dnièster-Dnièper.
El seu nom prové del jaciment de Cucuteni, situat a la població del mateix nom, al districte de Iaşi, Moldàvia romanesa, excavat pel paleoetnóleg H. Schmidt a principis del segle xx. També es coneix amb aquests altres noms: cultura de Tripília o Trypília (de la versió ucraïnesa del nom de la població: Трипiлля o Trypillia), cultura tripiliana, cultura de Tripòlia (de la versió russa del nom de la població: Триполье o Trypolie), cultura tripoliana i cucuteni-tripilia.
Excavats amb mètode estratigràfic, els assentaments de Cucuteni, Traian i Izvoare (a Moldàvia), Trypolie i d'altres (a Ucraïna) han permès una periodització en quatre fases principals, en el curs de les quals va evolucionar l'estructura dels poblats, generalment, situats sobre elevacions o protegits per fossats i terraplens.
Encara que és paral·lela a les primeres civilitzacions ponticocaucàsiques dels metalls, la cultura de Cucuteni es manté en l'estadi Eneolític. Coure i bronze d'importació són encara poc usats.
Va deixar una ceràmica policroma de gran qualitat, de la qual ha estat possible seguir l'evolució en les formes, en l'ús de colors i en el progrés tècnic.

## Fases
A la fase inicial de producció anomenada pre-Cucuteni i vinculada encara a la Bandkeramik (ceràmica de bandes) danubiana, segueix el ple desenvolupament de la fase Cucuteni A, amb elegants gots, decorats amb espirals, meandres i motius en S.
L'ornamentació, marcada amb un sentit dinàmic de la línia i un gust viu del color, juga sobre el contrast cromàtic entre el fons blanc groguenc i el vermell fosc dels elements decoratius, delimitats per un contorn negre.
Successivament, el negre adquireix un paper més important, mentre que apareixen les primeres representacions zoomòrfiques esquemàtiques.
En l'última fase, els motius estan repartits en frisos, que subratllen l'estructura del vas, distingint el cos del coll i del peu.
Ídols femenins de terracota i figuretes d'animals testifiquen relacions amb l'Àsia Menor i el mar Egeu. Però, a finals de la primera fase, es pot observar també una penetració d'elements de l'est europeu, documentada per una altra classe de ceràmica amb decoració en forma de pinta.
El mateix fenomen es manifesta més al sud, a l'àrea cultural de Gulmenita, i s'accentua en la fase final, primera etapa de l'evolució cap a l'edat del bronze.
En aquest procés, es difonen les tombes d'ocre, anàlogues a les de la regió del Pont septentrional.
Estava centralitzada en la meitat del curs alt del riu Dnièster i arribava pel nord-est fins al Dniéper.
És present una cultura urbana, potser la primera d'Europa. L'agricultura està testificada, tan bé com el bestiar, boví principalment, però de cabres/ovelles i porcs hi ha també proves. Una part de les restes és d'animals salvatges.

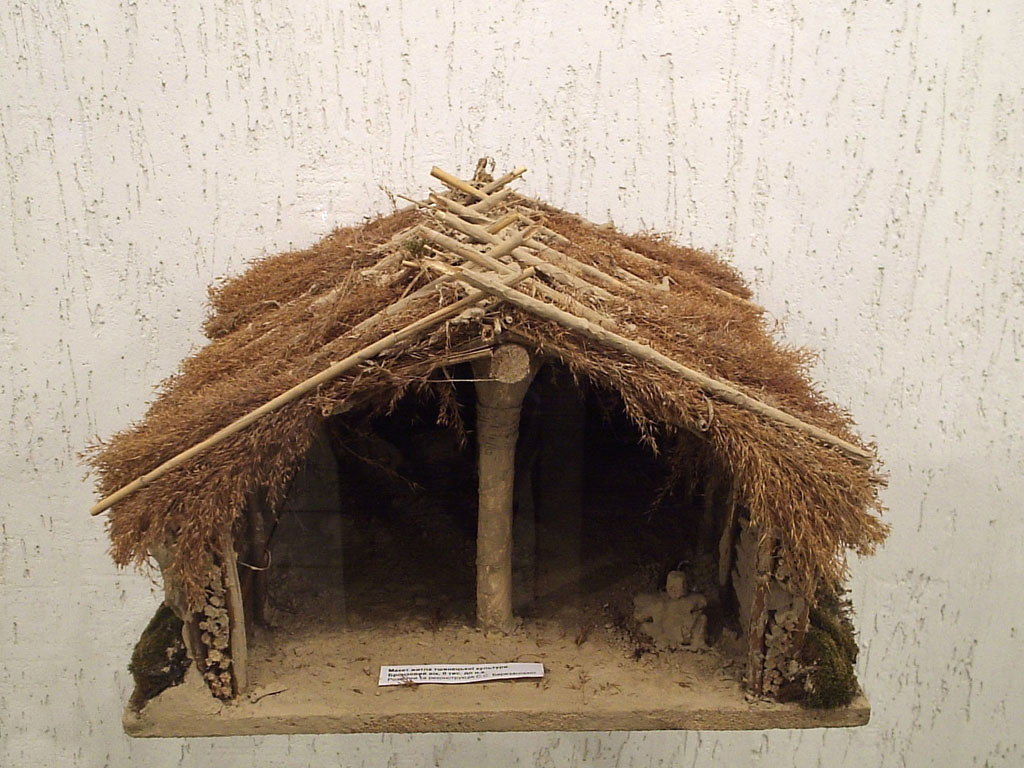
Reconstrucció d'una cabana tripilia, al museu de Tripilia (Ucraïna)

Es coneix des del 1884 a Romania, i les primeres excavacions van començar el 1909.
El primer assentament descobert va ser al nord de Romania; per tant, el nom de la cultura prové d'un poble romanès.
Alguns han suggerit que el centre estaria prop del poble ucraïnès de Trypillia, descobert el 1897.
Però, més tard, s'han descobert més lluny artefactes que indiquen que el centre geogràfic de la cultura probablement estigui més al nord, potser a la República de Moldàvia.
Pot ser una cultura indoeuropea. Almenys, la ceràmica està connectada amb la cultura de ceràmica lineal.
Existeix una gran col·lecció d'objectes de la cultura de Cucuteni al Museu d'Història i Arqueologia de Piatra Neamţ, a Romania.
Fins al 2003, s'han identificat més de 2.000 emplaçaments de la cultura tripiliana.
S'ha proposat introduir la reserva de Trypillia en la llista del Patrimoni de la Humanitat de la UNESCO.

## Assentaments
Els grans assentaments del sud d'Ucraïna, prop dels rius Prut, Dnièster i Buh, solien estar en llocs estratègics i protegits per trinxeres i terraplens, i arribaven a contenir entre 1.200 i 1.700 estructures (habitatges, magatzems o tallers), que acollirien diversos milers d'habitants. Els edificis seguien un pla urbanístic, ordenats en cercles concèntrics successius, amb carrerons radials que partien del centre de la població i aprofitant al màxim l'espai disponible. Hi ha documentats barris sencers d'artesans especialitzats, que disposaven de forns complexos i del torn terrisser, cosa que els permetria produir en sèrie la seva ceràmica. Les cases més petites corresponien a famílies ocupades del sector primari, mentre que les més grosses denotaven activitat secundària. Les famílies extenses formaven grups connectats de cinc cases aproximadament.
A Romania i Moldàvia, els assentaments van ser una mica menors, però tot i així, de dimensions considerables, com el de Petreni, amb unes 500 estructures que van poder acollir entre 2.000 i 4.000 persones. L'existència d'assentaments estables fortificats, la inusual importància del sector secundari en aquesta època (a Europa) i l'aparició d'edificis singulars ha portat molts investigadors a afirmar que les fases més recents de Cucuteni-Tripilia podrien constituir les més antigues proves europees de protoestats.